# Ghetto de Siedlce
Le ghetto de Siedlce (polonais : Getto w Siedlcach) est un ghetto pour les Juifs créé par les autorités allemandes nazies dans la ville de Siedlce, à 92 km à l'est de Varsovie, dans le district de Varsovie du Gouvernement général de Pologne.
Le ghetto est ceint d'une clôture début octobre 1941. Quelque 12 000 Juifs polonais de la région y ont été emprisonnés à des fins de persécution et d'exploitation. À partir du 22 août 1942, au cours de la phase la plus meurtrière de la Shoah en Pologne, environ 10 000 Juifs — hommes, femmes et enfants — ont été rassemblés à l'Umschlagplatz et déportés vers le camp d'extermination de Treblinka à bord des trains de l'Holocauste. Des milliers de Juifs ont été amenés des ghettos d'autres villes et villages. Au total, au moins 17 000 juifs ont été anéantis lors de la liquidation du ghetto. Des centaines d'autres ont été abattus sur place lors des perquisitions de maison en maison, ainsi que le personnel et les patients de l'hôpital juif.
Plus de 1 500 personnes ont été temporairement épargnées par la mort afin de continuer à fournir de la main-d'œuvre esclave aux six camps installés localement. Ils ont été déportés à Treblinka après la liquidation du soi-disant « petit ghetto » avant la fin de 1942. Seules quelques centaines de Juifs ont survécu dans leur cachette jusqu'au retrait allemand de Siedlce.

## Histoire
Avant l'invasion de la Pologne, les Juifs constituent environ 50 % de la population de la ville de 30 000 habitants,.
Lors de la campagne de Pologne, la Panzer-Division Kempf s'installe à Siedlce le 12 septembre 1939 après une bataille acharnée le long de la rivière Boug avec l'armée polonaise de Modlin qui se rend peu de temps après. Siedlce a été mitraillé et bombardé à plusieurs reprises par la Luftwaffe. Dès octobre, la persécution des Juifs par la nouvelle administration allemande débute par l'arrestation des 50 personnalités les plus importantes. La création du Conseil juif du Judenrat est ordonnée fin novembre. Parmi ses 25 membres figuraient Icchak (Itzak) Nachum Weintraub (président ; ancien chef de l'hôpital juif), Hersz Eisenberg (vice-président) et Hersz Tenenbaum (secrétaire, liaison avec la Gestapo). Ce conseil, dispose de grands pouvoirs, contrôlant le travail, sélectionnant les listes pour les convois, s’occupant de l’aide sociale. Le Judenrat est épaulé par une force de police juive portant uniforme et brassards spéciaux avec l'inscription « Jüdischer Ordnungsdienst » (« service d'ordre juif »). Formée de 50 personnes, elle est commandée par un certain Gewisser. La veille de Noël, les nazis incendient la synagogue de la ville. Les réfugiés Juifs sans foyer qui s’y trouvent meurent dans l’incendie.
Dès le mois de décembre, le Judenrat est tenu de payer une « contribution » de 20 000 złotys aux Allemands. En 1940, du printemps à l'hiver, environ 1 500 Juifs de Siedlce sont employés à l’aménagement de terrains le long du fleuve Liwiec (affluant du Boug), par groupes de 15, sous la direction de cadres polonais et la surveillance des SS,.
En avril 1940, les Allemands enregistrent tous les hommes juifs entre 16 et 60 ans, et en novembre un « ghetto ouvert » est constitué, comprenant les rues où les Juifs sont les plus nombreux à habiter et formant deux quartiers. Le quartier I est peuplé de 3 958 personnes dont 369 non-juifs, le quartier II compte 3 678 personnes dont 372 non-juifs. En novembre 1940, le Judenrat doit une nouvelle contribution de 100 000 złotys. En décembre le nombre de juifs de la ville s'élève à 13 000 personnes, car de nombreux juifs du Warthegau ont été forcés à se déplacer à Siedlce. Fin décembre 1940 paraissent les décrets habituels contraignant les habitants du ghetto, notamment le port de brassards avec l’étoile de David ou le marquage des magasins juifs.
En mars 1941, les Allemands organisent une « Aktion » de trois jours durant laquelle de nombreux Juifs sont assassinés. Le 2 août 1941, le ghetto est clos, seuls quelques artisans polonais peuvent encore y pénétrer pour un certain temps, avant d'être totalement isolé en novembre. Les Allemands y enferment aussi les Juifs des villages environnants de Czuryly, Domanice, Krzeslin, Niwiski, Skorzec, Skupie, Stara Wies, Wisniew, Wodynie, Zbuczyn, Suchozebry et Zeliszew. La zone du ghetto se compose de plusieurs petits blocs de la ville et de plus d'une douzaine de rues piétonnes dans le centre-ville au nord de la vieille place. Le ghetto est fermé par une clôture en fil de fer barbelé et coupé du monde extérieur le 1er octobre 1941 avec seulement trois portes sortants, gardées par des patrouilles nazies.

### La vie dans le ghetto

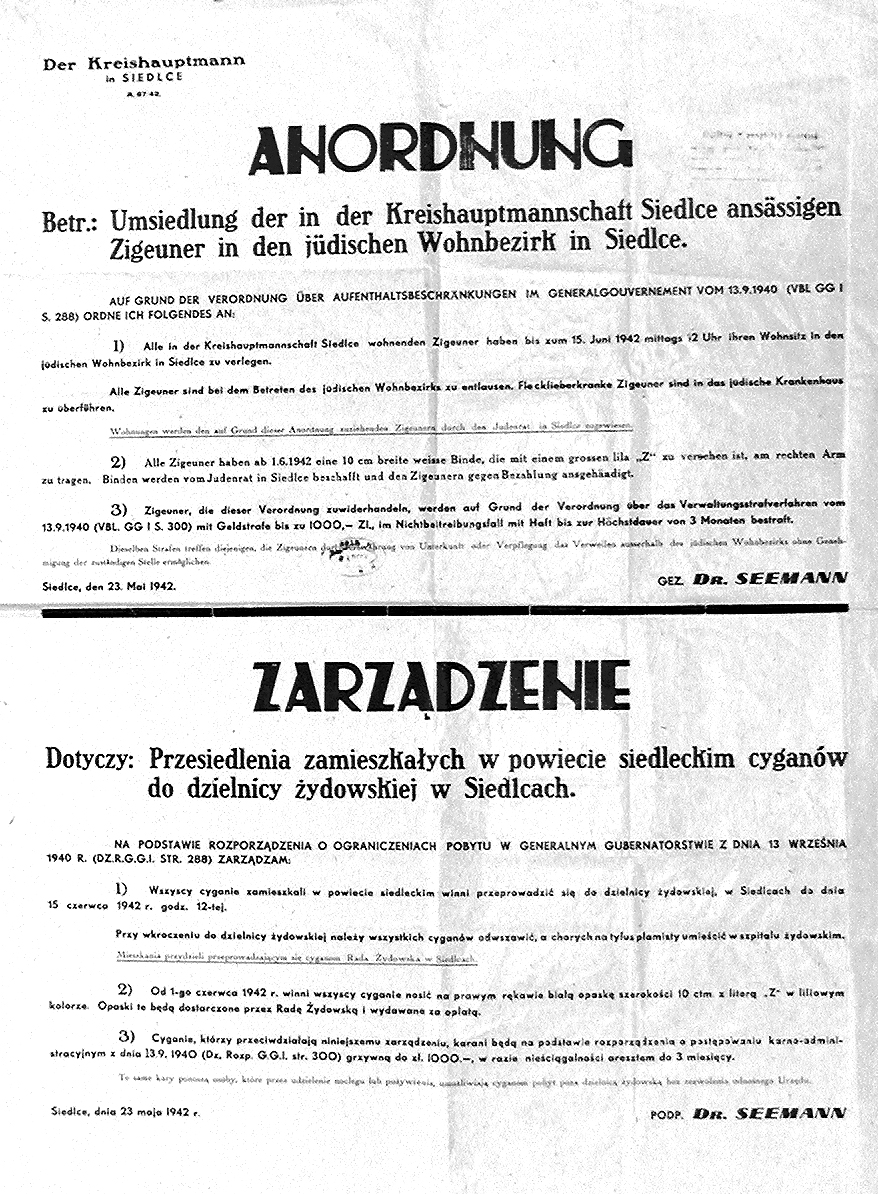
Annonce publique par l'autorité d'occupation nazie ordonnant la réinstallation de tous les Roms du comté de Siedlce dans le ghetto juif.

En mars 1942, 12 417 Juifs vivent dans l’enceinte de ghetto. La fermeture du ghetto et la fin des relations entre Juifs et Polonais non juifs a pour principale conséquence la dégradation de conditions de vie, particulièrement en ce qui concerne la nourriture. Des dizaines de personnes tentent de franchir illégalement la clôture. Les conditions de vie deviennent si épouvantables qu’éclate lors de l’hiver 1941-1942 une épidémie de typhus.
Le 23 mai 1942, les Tziganes du powiat sont obligés d’entrer dans le ghetto avec date limite au 15 juin 1942. Il y a au moins 326 tziganes au ghetto : certains viennent de la région de Cologne. Au ghetto, ils sont obligés de porter le brassard avec la lettre « Z ».
Au ghetto, on tente d’organiser des groupes de résistance. Quelques Juifs parviennent à s’échapper et à se cacher dans des convois de militaires italiens (plusieurs survivront). En novembre 1942, un groupe de Juifs échappés de Siedlce, qui avaient précédemment travaillé dans le domaine de Drupie dans la zone de Skorzec, forme une unité armée d’une trentaine de personnes qui opère dans les forêts de la région en lien avec d’autres unités partisanes. Six personnes de ce groupe survivent à la fin de la guerre.
Dans les environs de la ville de Siedlce, de nombreux camps de travail accueillent les Juifs du ghetto :  
1. Le Camp I — « Entrepôt d’alimentation pour l’armée N°6 » (A.V.L.) est formé début 1940 et liquidé en 1942. Il est situé dans les casernes couvrant une superficie d’environ 5 kilomètres carrés. Les prisonniers, une main-d'œuvre active de 100 prisonniers, vivent dans une baraque en briques abritant une centaine de personnes. Environ 5 000 juifs ont travaillé dans ce camp, au chargement et au déchargement des convois de victuailles[1]. Lors de la liquidation du camp, les prisonniers sont renvoyés dans le petit ghetto[5].
2. Le Camp II — Entreprise de construction Reckmann : le camp est établi en janvier 1941 et liquidé en mars 1943. Il est situé près des casernes des pompiers dans la zone de la gare. Il s’étend aussi sur environ 5 kilomètres carrés. Il emploie environ 500 détenus, et au total 15 000 Juifs sont passés par le camp. Les prisonniers travaillent principalement dans les chantiers de construction et dans les chantiers de maintenance des chemins de fer et des voies ferrées. Le travail est terriblement dur, la nourriture insuffisante et d’une qualité exécrable (betteraves et légumes destinés au bétail...), au point qu’une épidémie de typhus et de scarlatine se déclare rapidement. De plus la brutalité des SS est particulièrement terrible et sadique au point que des prisonniers sont enterrés vivants sur les chantiers de construction[5]. Les baraques des détenus ont été incendiées pendant les combats de la libération de la ville en juillet 1944.
3. Le Camp III — « Inspection des bâtiments N°8 -Kiesgrube » est établi en 1941 et liquidé le 14 mai 1943. Il est situé derrière la voie ferrée Siedlce-Łuków, près de la route de Łuków. Il occupe une superficie d'environ 2 kilomètres carrés. Environ 300 personnes logent dans deux casernes en bois et dans des wagons ; avec 250 grammes de pain et 1 litre de soupe par jour. Les prisonniers travaillent dans des gravières, où la norme de production est fixée au chargement d'environ 150-200 chariots de sable par jour. Le camp est dirigé par un homme brutal, Hoppe, qui ne se prive pas de faire abattre des prisonniers sur le chantier même[5]. Lorsque le camp est liquidé, les Allemands incendient les bâtiments dans lesquels de nombreux prisonniers sont enfermés, les autres étant exécutés dans le cimetière. Un prisonnier aurait survécu, il s'agit de Léon Kaplan.
4. Le Camp IV — « Entreprise de travaux publics Wolfer et Göbel » est établi en 1941, et liquidé en octobre 1942. Il est situé dans la rue Brzeska. 2000 détenus y travaillent et vivent dans 10 baraques en bois. Environ 20 000 juifs sont passés par le camp, dirigé par un Volksdeutsche appelé Wasilewski. Les prisonniers travaillent sur des chantiers de l'organisation Todt à Brzesc, Siedlce, sur la route de Varsovie et sur les voies ferrées. Lors de la liquidation du camp, les prisonniers sont transférés dans le petit ghetto[5].
5. Le Camp V — « Bauzug » est situé près de la gare. Environ 100 prisonniers travaillent dans le camp et vivent dans les wagons. Ils travaillent principalement sur la voie ferrée Siedlce - Brzesc (1942—43). Le directeur du « Bauzug », Walter, est un ingénieur des voies ferrées originaire de Wuppertal[5].
6. Le Camp VI appartient à l'inspection des bâtiments. Il est situé à proximité de la gare ferroviaire et emploie une soixantaine de prisonniers. Il fonctionne de 1942 au 14 mai 1943. Les détenus sont employés aux travaux de manutention sous la direction d’un certain Schefner[5].

En plus de ces camps, un groupe d’environ 30 juifs travaillent au « Syndicat agricole », 60 à la miroiterie de Gesi Borek, et une centaine à la base de la Luftwaffe du « Nouveau Siedlce ».

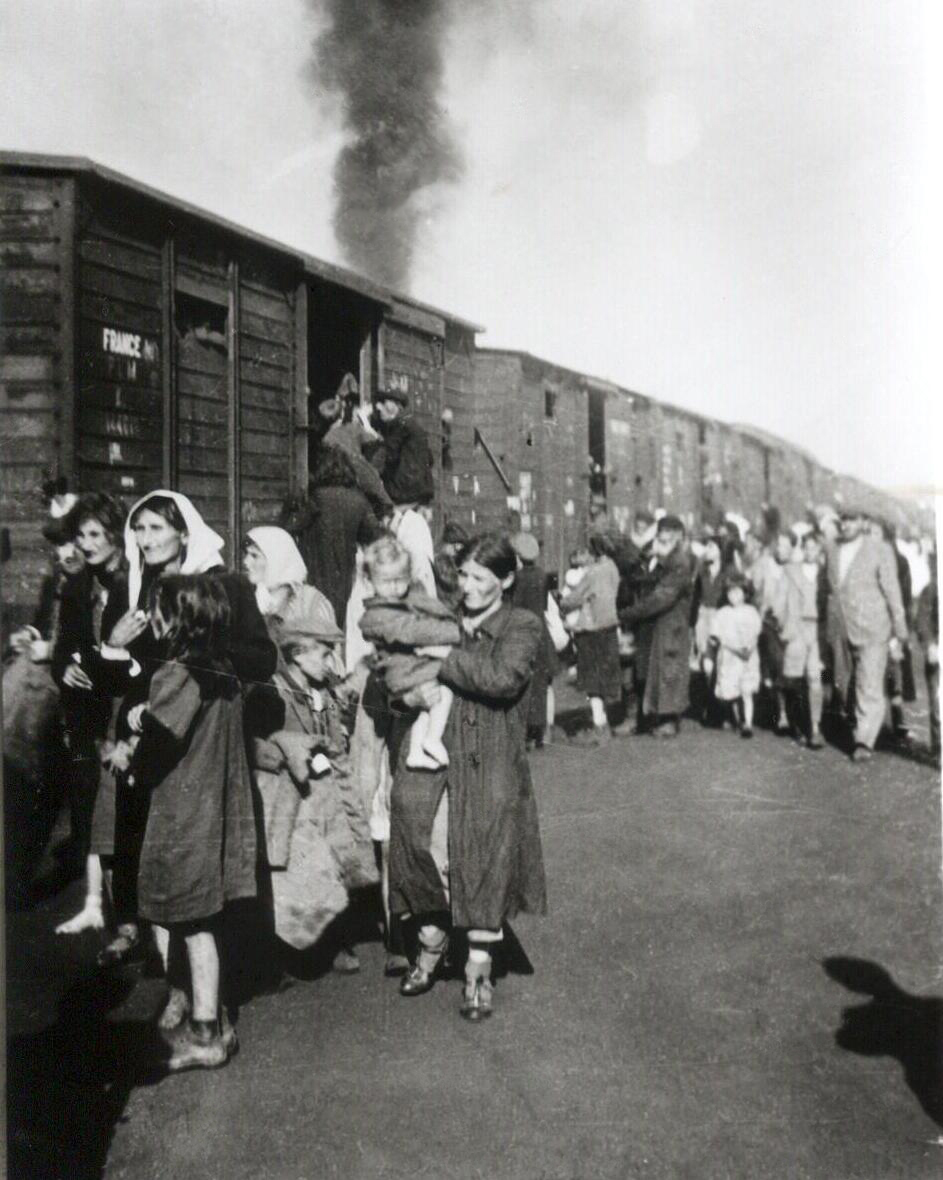
Déportation de 10000 Juifs polonais à Treblinka lors de la liquidation du ghetto de Siedlce, à partir du 23 août 1942.

### Liquidation du ghetto
Au début de 1942, la solution finale à la question juive est acté par l'Allemagne nazie lors de la conférence de Wannsee ; et le sort des juifs ghettoïsés dans toute la Pologne occupée est définitivement scellé. Le camp d'extermination de Treblinka - construit au nord de Siedlce exclusivement pour la mise en œuvre de l'opération Reinhard — débute le gazage des Juifs en juillet 1942. Le mois suivant, le 22 août 1942, l'action de liquidation du ghetto est mise en place sous la direction du SS-Obersturmführer Schultz. Tôt le matin, le ghetto est cerné par les Allemands, la police polonaise, la police juive et les auxiliaires ukrainiens. Des mitrailleuses sont mises en batterie des deux côtés de l'entrée principale du ghetto. 9 300 Juifs arrivent dans le ghetto de Mordy, de Losice, et de Sarnaki. Aux Juifs locaux est ordonné de se rassembler pour 10 heures au cimetière près de la synagogue. En même temps, les policiers fouillent les maisons pour débusquer ceux qui se cachent ; ceux découverts par les Ukrainiens sont abattus sur place. Les autres sont amenés à l'Umschlagplatz. Les Allemands procèdent à une sélection pour réserver une brigade de travail. Durant cette sélection, d’autres Allemands exécutent de nombreux Juifs dans le cimetière de la rue Szkolna. Le Judenrat est informé personnellement du « transfert de masse vers l'Est » par le Gruppenführer Ludwig Fischer, gouverneur de Distrikt Warschau. Le dimanche 23 août, environ 10 000 Juifs ont été chargés dans les wagons et envoyés au camp d'extermination de Treblinka. La fouille systématique du ghetto se poursuit : le 24 août, le personnel et les patients de l'hôpital juif de la rue Maja, environ 100 personnes en tout, sont massacrés, les patients à même leur lit, y compris une dizaine de nouveau-nés. Un seul membre du personnel soignant survit miraculeusement. Le 26, les femmes qui travaillent au tri des affaires récupérées sont exécutées au cimetière,. Sur les 29, une, Estera Spektor, parvient à s’enfuir de la prison la veille de l’exécution. Pendant le processus « de nettoyage » autour de 200 personnes sont encore découverts et assassinés par les escouades itinérantes de Trawnikis aidés par le bataillon de l'Orpo.
Le 27 août 1942, le ghetto n’existe plus. Avec 500 à 600 personnes sélectionnées « pour le travail » et épargnées, les Allemands reforment un « Petit ghetto », situé dans la triangle formé par les rues Sokolowska, Aslanowicza, et Listopada. Ces personnes sont employées pour « nettoyer » le ghetto, où sont encore cachés plus de 1 500 Juifs. Les nazis les laissent en vie, forment un nouveau Judenrat, ouvrent un nouvel hôpital dirigé par Balfor, le seul docteur juif survivant, et constituent une force de police juive. Durant plus de deux mois, ils laissent ce nouveau ghetto tranquille au point que de nombreux Juifs et Tziganes des environs de la ville viennent y trouver refuge. Rapidement, le ghetto contient plus de 3 000 personnes, entassées dans d’épouvantables conditions.
Le 25 novembre 1942, tous les habitants de ghetto sont déplacés hors de la ville, à Gesi Borek, un (ensemble d’immeubles rue Limanowskiego). Le prétexte du déplacement est la menace d'une épidémie de typhus, qui pourrait contaminer le reste de la ville. On permet aux Juifs d’emporter uniquement les bagages qu’ils pourraient porter, et aux malades et personnes âgées d'être de se déplacer par chariots.
Le 28 novembre, trois jours après le déplacement, les SS liquident le ghetto à peine constitué, cernant le secteur dans la nuit. Au matin ils expulsent les gens hors de leurs maisons, les rassemblent, les alignent sur des rangées de cinq personnes et les mènent à la gare, où 40 wagons les attendent. Dès que le train s’ébranle, les Juifs tentent de forcer les portes et fenêtres des wagons ; le maître serrurier Symcha Wilk de Siedlce, qui a eu la présence d’esprit d’emmener avec lui ses outils, parvient à forcer les portes de son wagon, et de nombreux prisonniers s’en échappent. Beaucoup de personnes parviennent aussi à sauter du wagon où est enfermée la police juive, cependant un grand nombre de fuyards sont abattus ou rattrapés.
À son arrivée à Treblinka, le convoi ne compte plus que des wagons remplis de cadavres enchevêtrés, Juifs et Tziganes. Cette vision d'horreur est décrite par le prisonnier Sonderkommando Samuel Willenberg qui s'est échappé avec succès pendant la révolte de Treblinka et a participé au déchargement des wagons de marchandises, décrivant de la manière suivante dans son livre Revolt in Treblinka :  

« Après avoir vidé vingt wagons à bestiaux, vingt autres se sont arrêtés sur le quai. Ceux-ci contenaient également de nombreux corps. Une nouvelle fois, les coups brutaux des Ukrainiens et des SS ont repris de plus belle et l'enfer a recommencé. Nous avons été meurtris de la tête aux pieds. Nous avons vidé les wagons remplis de cadavres, seulement de cadavres. En quelques heures, nous en avons transporté 6 000 à 7 000 au Lazarett. Nous avons appris que le train venait de Siedlce, une ville située à environ 60 kilomètres de Treblinka. Les deux derniers wagons ouverts étaient remplis de vêtements des victimes ne contenant rien de valeur. »

### Après les déportations
Courant 1943, les Allemands tentent d’effacer les traces de leurs crimes : un Kommando des 40 Juifs de Bialystok est charger d’exhumer les cadavres des fosses et de les incinérer. Plusieurs jours durant, la ville est plongée dans les fumées nauséabondes des bûchers.
On estime qu’environ 17 000 Juifs du ghetto de Siedlce ont été envoyés à la mort à Treblinka. Ils proviennent non seulement de Siedlce, mais également des ghettos voisins de Losice, de la région de Sarnaki et de la région de Mordy.
Après la libération de la ville, un certain nombre de Juifs survivants reviennent. Ils sont environ 200 dans le powiat de Siedlce. Ils ne restent pas longtemps, partent à Lodz et plus tard pour l'Israël ou d'autres pays. La communauté juive de Siedlce n'a pas été restaurée après la défaite nazie, et l'histoire ultérieure de la ville n'avait pas la composante juive jusque-là remarquable. Les survivants de la population de la ville ont créé une association en Israël qui, en 1956, a publié un livre commémoratif complet sur l'histoire de la communauté. L'un des survivants, Yisrael Kravitz, a publié ses mémoires en 1971 sous le titre Les cinq ans de l'enfer vivant sous la domination nazie dans la ville de Siedlce.

## Tentatives d'évasion et de sauvetage
Tout au long de l'existence du ghetto, il y a eu de nombreuses tentatives d'évasion et de sauvetage, même si le nombre exact de survivants juifs n'est pas clair. Certains ont réussi à fuir les nazis vers la Pologne orientale occupée par les Soviétiques au début de la guerre. D'autres ont réussi à obtenir des papiers aryens de la clandestinité polonaise. De nombreux Juifs se sont échappés de Siedlce en 1941. Seize survivants ont trouvé refuge au domicile de la famille Osiński à proximité et ont reçu des médailles des Justes parmi les nations en 1990, cinquante ans après les faits. Une aide financière pour l'achat de nourriture a été fournie par le Conseil clandestin de Żegota pour aider les Juifs, dont le président Julian Grobelny qui vivait à 40 km à l'est de Siedlce.

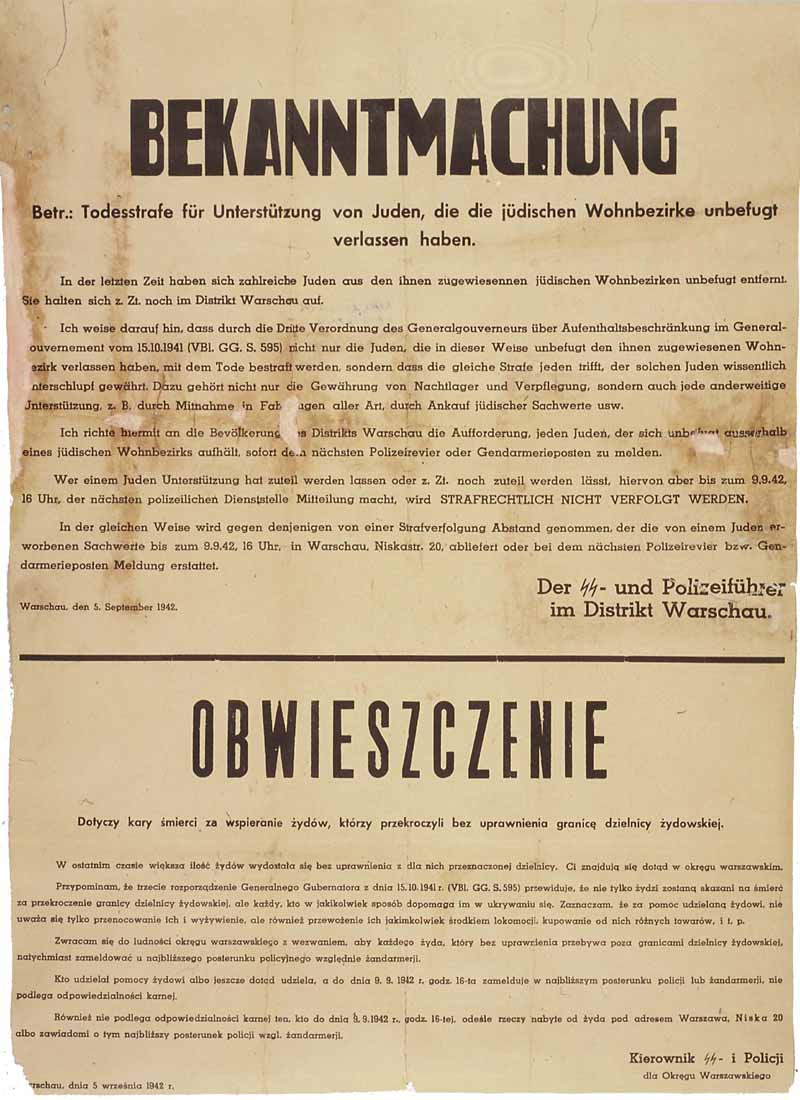
Annonce publique de la peine de mort pour les Polonais aidant les Juifs à quitter illégalement le ghetto, signée par le gouverneur du Distrikt Warschau en septembre 1942.

La jeune Cypora Zonszajn, avec sa petite fille Rachela, a réussi à s'échapper du ghetto en août 1942. Ils ont été secourus par la famille Zawadzki de Siedlce. Cypora ne pouvait pas vivre sans son mari et ses parents. Elle a laissé l'enfant avec les sauveurs et est retournée seule dans le ghetto, au moment des expulsions massives. Selon des témoins, elle s'est suicidé lorsque son mari Jakub a été embarqué dans un train de la mort pour Treblinka. La petite Rachela a été emmenée à Zakrzówek à l'été 1943 et a survécu grâce aux soins de Zofia Glazer et d'une des sœurs Zawadzki ; reconnus comme les Justes en 1988. Zofia a également pris soin d'une autre fille juive, Dorota Maczyk (Monczyk), qui a également  survécu à la Shoah.
Le 17 décembre 1943, 10 personnes ont été abattues, notamment pour avoir cachés des Juifs (en).